# Christopher Cross
Christopher Cross (n. Christopher Charles Geppert; 3 mai 1951, San Antonio, Texas) este un cantautor american. Este cunoscut pentru hiturile sale americane precum „Sailing”, „Ride Like the Wind”, și „Arthur's Theme (Best That You Can Do)”, care a fost tema principală de pe coloana sonoră a filmului Arthur avându-i în distribuție pe Liza Minnelli și Dudley Moore.
Albumul său de debut a fost nominalizat la zece premii Grammy, câștigând cinci. „Sailing” a câștigat trei premii Grammy în 1981, în timp ce „Arthur's Theme” a câștigat Premiul Oscar pentru cea mai bună melodie originală în 1981 (în colaborare cu Burt Bacharach, Carole Bayer Sager și Peter Allen), cântec pe care l-a interpretat în cadrul galei premiilor Oscar din 1982, precum și Premiul Globul de Aur la categoria Cea mai bună melodie originală.
Începând cu cel de-al treilea album, „Every Turn of the World”, cariera lui Christopher Cross cunoaște declinul, albumele sale nereușind să se bucure de același succes comercial. Cel mai recent album al său, Secret Ladder, a fost lansat în septembrie 2014.

## Biografie

### Anii copilăriei și începutul carierei (1951 — 1979)
Christopher Charles Geppert s-a născut la data de 3 mai 1951 în orașul San Antonio din statul Texas, fiind unul din cei cinci copii al lui Leo Joseph și Edith Ann (născută Guderman) Geppert, asistentă. Tatăl său era medic pediatru în Armata Statelor Unite ale Americii, astfel că tânărul Christopher a fost nevoit să-și schimbe domiciliul de mai multe ori. La vârsta de 3 ani s-a mutat împreună cu familia la Tokyo, unde a locuit timp de patru ani. În 1958 revine în Statele Unite, la Washington, D.C., tatăl său fiind angajat la Spitalul Militar Walter Reed, fiind și medicul nepoților președintelui Dwight Eisenhower. În cele din urmă, familia sa s-a întors în San Antonio.
Tatăl său obișnuia să asculte muzică jazz, astfel că Christopher face cunoștință cu piesele lui Glen Miller. În clasa a șaptea începe să cânte la tobe, câștigând cincisprezece dolari pe noapte. În copilărie Christopher asculta muzica lui Buddy Holly, dar și a formațiilor The Beatles și The Beach Boys. La treisprezece ani începe să cânte la chitară, în formația Psychos, în perioada când studia la Alamo Heights High, iar mai apoi în formația Flash, cu care susținea concerte în cadrul JAM Factory. În aceeași perioadă se ocupă de transportul mai multor artiști și formații care concertau în San Antonio. La vârsta de șaisprezece ani începe să-și scrie propriile materiale, inspirându-se din Joni Mitchell, Rany Newman, Tom Waits, Leonard Cohen și alții. La vârsta de șaptesprezece ani, l-a înlocuit pe Ritchie Blackmore, chitaristul formației Deep Purple, pentru concertul susținut în San Antonio. În acea vreme folosește o chitară electrică Gibson Flying V și un amplificator Marshall. Încearcă să intre la Colegiul San Antonio dar în cele din urmă renunță, dorind să urmeze o carieră în muzică. Tatăl său a fost de acord, recunoscând că și el a cântat la chitară bas în liceu și că a fost cea mai fericită perioadă din viața sa, Marea criză economică fiind cea care l-a împiedicat să urmeze o carieră în muzică. Tânărul Christopher întrerupe liceul și își urmează cariera în muzică.
S-a mutat în 1972 în Austin, acolo unde își formează propria formație de coveruri, care îi purta numele, intrerpretând piesele unor formații precum America, Eagles, Foreigner, The Beatles, Beach Boys și Boz Scaggs. Din această activitate își întreține familia, câștigând între $200 și $300 pe săptămână. Prefera să interpreteze coveruri în detrimentul pieselor compuse de el, dându-l ca exemplu pe Stevie Ray Vaughan, care își interpreta propriile melodii, dar câștiga doar 50$. Văzând că mai multe formații locale încep să lanseze mai multe albume populare, începe să-și înregistreze propriile melodii, printre care și „Sailing”, și să le trimită studiourilor de muzică. Studiourile Warner Bros. Records îi transmit, după primele două seturi de melodii demo, că le-au plăcut vocea sa, încurajându-l să trimită mai multe piese.

### Debutul discografic și albumul Christopher Cross (1979 — 1981)
Pentru a se asigura că Warner Bros. va semna un contract cu el, a trimis o casetă demonstrativă asistentului lui Mo Osten, David Bearson, cel care a insistat în mijlocul mesei de prânz ca Mo să asculte acea casetă. După audiții, conducerea Warner i-a transmis că are o voce plăcută pentru unică, potrivită pentru radio. Deși au considerat că melodiile sale sunt bune, aceștia ar fi vrut să-i compună alte piese, lucru care l-a dezamăgit pe Cross. Fiul lui Mo Osten, Michael Austin, este cel care îi oferă un contract și i-l recomandă pe producătorul Michael Omartian. Ultimii doi reușesc să-i convingă pe cei de la Warner să înregistreze piesele compuse de Cross. Cei de la Warner au vrut ca „Say You'll Be Mine” să fie piesa principală a albumului, dar înainte de lansarea albumului Michael Omartian a decis ca „Ride Like the Wind” să aibă acest rol.
Pentru acest album Michael Omartian a cântat la clape. Don Henley a făcut parte din vocea de fundal pentru două dintre piese, aducându-l alături și pe J.D. Souther. Omartian îl cunoștea pe Steely Dan, cel care i-a adus artiști precum Valerie Carter, Nicholette Larsen, care a înregistrat partea de voce de fundal pentru „Say You'll Be Mine” și Michael McDonald, care a înregistrat partea de voce de fundal pentru „Ride Like the Wind”. Cross a recunoscut că vocea lui McDonald, una cunoscută ascultătorilor de radio, l-a ajutat să intre mai ușor pe acea piață. A insistat să-l includă și pe Eric Johnson, pe care îl considera un talent nedescoperit.
Albumul Christopher Cross s-a dovedit a fi un real succes. Piesa principală a albumului, „Ride Like the Wind” a ajuns pe locul al doilea în Billboard Hot 100, pe locul al treilea în Canada Top Singles și a intrat în mai multe clasamente europene. Ea spune povestea unui fugar care trebuie să „fugă ca vântul” pentru a ajunge la „granița Mexicului” pentru a nu fi prins de autorități. Însă cea mai de succes piesă a lui Christopher Cross este „Sailing”. A fost lansată în iunie 1980 ca al doilea single de pe albumul eponim. S-a clasat pe primul loc în clasamentul Billboard Hot 100 din Statele Unite, ajungând pe această poziție pe 30 august 1980, pentru o săptămână. La gala premiilor Grammy din 1981, albumul lui Cross a reușit să câștige la categoria Albumul Anului, în fața albumului „The Wall” al lui Pink Floyd și „Trilogy: Past Present Future” al lui Frank Sinatra. Piesa „Sailing” s-a bucurat de succes în Statele Unite, câștigând Premiul Grammy pentru Înregistrarea anului, Melodia anului, și Aranjamentul anului, aducându-i lui Cross și premiul de Cel mai bun artist nou. VH1 a numit-o fiind „cea mai bună piesă de soft rock” din toate timpurile. Este singurul cântăreț care a câștigat toate cele patru premii în același an (Cea mai bună înregistrare, Albumul anului, Cântecul anului și Cel mai bun nou artist). În discursul avut la premiile Grammy, Christopher a mărturisit că „Sailing” este cântecul său preferat de pe album și că inițial nu a fost planificat ca single. La emisiunea radiofonică găzduită de Howard Stern, Cross a declarat că dacă nu ar fi navigat cu prietenul său și ar fi mers la bownling, atunci cântecul ar fi fost despre bowling.
Al treilea single al albumului „Never Be the Same”, a rămas în top 40 melodii din Billboard Hot 100 pentru mai multe săptămâni, reușind să ajungă până pe poziția a cincisprezecea. A mai atins și prima poziție în clasamentul Adult Contemporary, rămănând acolo timp de două săptămâni. Cel de-al patrulea și ultimul single al albumului, „Say You'll Be Mine”, a ajuns până pe locul douzăzeci în clasamentul Pop Singles.
Pe coperta albumului este desenat un flamingo, simbol care va apărea pe toate materialele discografice ale lui Cross. Acesta a fost desenat de unul din membrii formației cu mult timp înainte ca Cristopher să semneze cu Warner Bros. Nu are o însemnătate aparte, dar formația și-a promis că aceasta va fi coperta primului cover, iar Warner Bros. a fost de acord. A fost unul dintre primele albume înregistrate digital, cu ajutorul 3M Digital Recording System (română Sistemul Digital de Înregistrare 3M). Criticul muzical Stephen Thomas Erlewine consideră că „rar apar astfel de albume soft rock, mai bune ca acesta, și rămâne unul din cele mai bune albume din timpurile sale.”
În același an, 1981, Christopher Cross lansează Arthur's Theme (Best That You Can Do), tema muzicală a filmului Arthur avându-i în distribuție pe Liza Minnelli și Dudley Moore. În Statele Unite, cântecul s-a clasat pe primul loc în Billboard Hot 100 și Hot Adult Contemporary în luna octombrie a anului 1981, rămănând pe această poziție în Hot 100 timp de trei săptămâni consecutiv. Peste ocean, a ajuns pe primul loc și în clasamentul norvegian VG-lista și în topul primelor zece cântece din toată lumea. Acastă piesă a fost a doua și ultima a lui Christopher Cross care a atins primul loc în clasamentele americane de prestigiu. Cântecul a câștigat Premiul Oscar la categoria Cea mai bună melodie originală în 1982, precum și Premiul Globul de Aur tot la categoria Cea mai bună melodie originală.

### De laAnother Pagela rezilierea contractului cu Warner Bros. (1982 — 1988)
Al doilea album al lui Christopher Cross, Another Page, a fost înregistrat în 1982 și lansat în ianuarie 1983. Deși nu s-a bucurat de același succes comercial ca primul său album, acesta a primit discul de Aur din partea RIAA în timp ce albumul său de debut primise deja discul de Platină. Primul single extras de pe album, „All Right”, s-a clasat în 1983 locul al doisprezecelea în Hot 100 și a fost folosit în secvențe din NBA în timpul sezonului 1982–1983.. Al treilea single al albumului, „Think of Laura” a ajuns pe locul al nouălea în Billboard Hot 100 în 1984. A fost al patrulea și ultimul cântec al lui Cross care a ajuns în Top 10 piese din clasamentul Billboard Hot 100, mai exact pe locul al nouălea, la începutul anului 1984. Piesa a devenit un hit după ce televiziunea americană ABC a început să o folosească făcând referire la personajele din serialul General Hospital. Unul din supercuplurile serialului, Luke și Laura, erau destul de populari la acea vreme, iar cântecul a fost asociat cu dragostea personajului Luke față de Laura, care lipsise de mai multe luni. Cross a permis televiziunii ABC să îi folosească cântecul în acest context; totuși, a compus acest cântec în onoarea unei colege de la Universitatea Denison, Laura Carter, care a fost omorâtă de un glonte care a ricoșat dintr-o dispută armată între patru oameni care s-a desfășurat în fața blocul de alături. Din cauza schimbării stilului și a trecerii spre balade, Cross a început să piardă din succesul obținut anterior. Cântecul „A Chance For Heaven”, ale cărui versuri au fost scrise și de el, a fost folosit pentru proba de înot la Jocurile Olimpice din 1984.
Cel de-al treilea album de studio, unul mult mai orientat spre rock, Every Turn of the World, a fost înregistrat și lansat în 1985. Cross era pasionat de curse de mașini, de aici venindu-i inspirația pentru piesa principală a albumului, „Every Turn of the World”. Celălalt single, „Love is Love (In Any Language)”, este o baladă de genul celor din albumul anterior. Aceste piese nu reușesc să intre în clasamentele america, singura care a intrat în topuri a fost „Charm the Snake”, clasându-se pe locul 68 în Billboard Hot 100.
În încercarea de a-și recâștiga succesul obținut la începutul anilor '80, Cross își lansează în 1988 cel de-al patrulea album, Back of My Mind. Acesta este compus din zece balade pop. Pentru acest album Cross a colaborat pentru partea de voce de fundal cu Michael McDonald, Christine McVie, Ricky Nelson și alții. După ce albumul și single-ul nu au reușit să intre în clasamente (cu excepția lui „I Will (Take You Forever)”, care a prins clasamentele din afara Statelor Unite) și din cauza declinului în vânzări ale materialelor discografice ale artistului, începând cu Another Page, Cross a fost nevoit să renunțe la contractul cu Warner Bros. Records, el oricum exprimându-și dorința de a-și rezilia contractul încă după cel de-al treilea album. El consideră „Back of My Mind” unul din cele mai bune albume ale sale, slaba promovare a albumului în media nefăcându-l îndeajuns de cunoscut în rândul ascultătorilor de radio pentru a putea fi apreciat. Dezamăgit fiind de cei de la Warner, Cross ia o pauză de cinci ani.

### Un nou început cu „Rendezvous” la CMC (1993 — 2002)

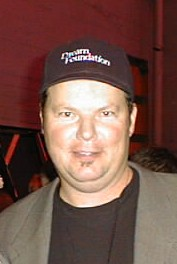
Cross în culise după un concert dedicat lui Michael McDonald, 4 februarie 2000

După cinci ani Cross a semnat un nou contract cu casa de discuri BMG și a lansat un nou album, Rendezvous. Acesta se bucură de un succes moderat în Germania, piesa „In the Blink of an Eye” clasându-se pe locul al cincizeci și unulea, și în Japonia. Stephen Thomas Erlewine de la Allmusic a acordat albumului trei stele din cinci, considerându-l cel mai bun album al lui Cross din ultimii zece ani. Acesta menționează că, deși Cross a rămas un artist al baladelor sentimentale, el a reușit să-și îmbunătățească abilitățile de textier, compunând niște cântece memorabile. În anii '90 a susținut mai multe turnee și a cântat în deschiderea concertelor unor artiști mai cunoscuți. Până în 2000, Cross a mai lansat trei albume: „Window”, „Walking in Avalon” și „Red Room” apreciate de critici dar rămase necunoscute publicului larg. În 2002 a lansat compilația Very Best of Christopher Cross, urmată de încă cinci ani de pauză.

### Ear și „Secret Ladder” (2007 — prezent)
În 2007 Cross a revenit pe piața muzicală cu un album de Crăciun, A Christopher Cross Christmas. Un an mai târziu, Cross a finalizat înregistrările la un nou album acustic, cuprinzând toate hiturile sale, intitulat The Cafe Carlyle Sessions.
În 2011 lansează Doctor Faith, iar în 2013, A Night in Paris, un album live pe 2 CD-uri înregistrat și filmat în aprilie 2012 la Theatre Le Trianon din Paris. În 2013 piesa Ride Like The Wind este inclusă pe genericul filmului „Anchorman 2: Legenda continuă”, Will Ferell promovând filmul cântând alături de Christopher Cross în mai multe emisiuni televizate. Cel mai recent album al său, Secret Ladder, a fost lansat în septembrie 2014.

## Discografie

### Albume
| An                                                      | Album                         | Casă de discuri           | Poziție în clasament | Poziție în clasament | Poziție în clasament | Poziție în clasament | Poziție în clasament | Poziție în clasament | Poziție în clasament | Poziție în clasament | Poziție în clasament | Certificări                        |
| An                                                      | Album                         | Casă de discuri           | AUS                  | CAN                  | GER                  | JPN                  | NLD                  | NZ                   | SWE                  | UK                   | US                   | Certificări                        |
| ------------------------------------------------------- | ----------------------------- | ------------------------- | -------------------- | -------------------- | -------------------- | -------------------- | -------------------- | -------------------- | -------------------- | -------------------- | -------------------- | ---------------------------------- |
| 1979                                                    | Christopher Cross             | Warner Bros.              | 6                    | 26                   | —                    | 18                   | 14                   | 16                   | —                    | 14                   | 6                    | - RIAA: 5 × Platină - BPI: Platină |
| 1983                                                    | Another Page                  | Warner Bros.              | 6                    | 23                   | 2                    | 1                    | 7                    | 9                    | 12                   | 4                    | 11                   | - RIAA: Aur - BPI: Aur             |
| 1985                                                    | Every Turn of the World       | Warner Bros.              | —                    | —                    | 44                   | 27                   | —                    | 34                   | 37                   | —                    | 127                  |                                    |
| 1988                                                    | Back of My Mind               | Warner Bros.              | —                    | —                    | 45                   | 27                   | —                    | 93                   | 49                   | —                    | —                    |                                    |
| 1993                                                    | Rendezvous                    | CMC                       | —                    | —                    | —                    | 96                   | —                    | —                    | —                    | —                    | —                    |                                    |
| 1995                                                    | Window                        | CMC                       | —                    | —                    | —                    | 91                   | —                    | —                    | —                    | —                    | —                    |                                    |
| 1998                                                    | Walking in Avalon             | CMC                       | —                    | —                    | —                    | —                    | —                    | —                    | —                    | —                    | —                    |                                    |
| 2000                                                    | Red Room                      | CMC                       | —                    | —                    | —                    | —                    | —                    | —                    | —                    | —                    | —                    |                                    |
| 2007                                                    | A Christopher Cross Christmas | Ear                       | —                    | —                    | —                    | —                    | —                    | —                    | —                    | —                    | —                    |                                    |
| 2008                                                    | The Café Carlyle Sessions     | Ear                       | —                    | —                    | —                    | —                    | —                    | —                    | —                    | —                    | —                    |                                    |
| 2010                                                    | Christmas Time Is Here        | Ear                       | —                    | —                    | —                    | —                    | —                    | —                    | —                    | —                    | —                    |                                    |
| 2011                                                    | Doctor Faith                  | Ear                       | —                    | —                    | 48                   | —                    | —                    | —                    | —                    | —                    | —                    |                                    |
| 2013                                                    | A Night in Paris              | Ear                       | —                    | —                    | —                    | —                    | —                    | —                    | —                    | —                    | —                    |                                    |
| 2014                                                    | Secret Ladder                 | Christopher Cross Records | —                    | —                    | —                    | —                    | —                    | —                    | —                    | —                    | —                    |                                    |
| „—” denotă faptul că albumul nu a intrat în clasamente. |                               |                           |                      |                      |                      |                      |                      |                      |                      |                      |                      |                                    |

### Compilații
- 1991: The Best of Christopher Cross (WEA)
- 1999: Greatest Hits Live (CMC)
- 2002: The Very Best of Christopher Cross (Warner Bros.)
- 2011: Crosswords: Very Best of Christopher Cross (101 Distribution)

## Compilații
- 1981: Arthur (coloana sonoră) „Arthur's Theme (Best That You Can Do)”
- 1983: General Hospital (coloana sonoră a serialului TV) „Think of Laura”
- 1984: Muzica Oficială a Olimpiadei al XXIII-lea „A Chance For Heaven” (temă pentru proba de înot)
- 1986: Nothing In Common (coloana sonoră a filmului) „Loving Strangers (Tema lui David)”
- 2010: 30 Rock (coloana sonoră a serialului TV) „Lemon's Theme”

## Alte apariții
- 1974: Electromagnets (cu Eric Johnson) „Motion"
- 1982: Long Time Friends Alessi Brothers „Forever” (voce de fundal)
- 1985: Soul Kiss Olivia Newton-John „You Were Great, How Was I?” (voce de fundal)
- 1988: Brian Wilson Brian Wilson „Night Time" (voce de fundal)
- 1989: Christmas at My House Larry Carlton „Ringing The Bells Of Christmas”
- 1991: Love Can Do That Elaine Paige „Same Train”
- 1994: Grammy's Greatest Moments Volume III „Arthur's Theme" (variantă live)[62]
- 1996: Venus Isle Eric Johnson „Lonely In The Night" (voce de fundal)
- 1996: On Air Alan Parsons „So Far Away”
- 1998: Imagination Brian Wilson (disc bonus, ediție specială „Words and Music”) „In My Room”
- 2001: A Gathering of Friends Michael McDonald „Ride Like the Wind”
- 2001: When It All Goes South Alabama „Love Remains”
- 2004: Confidential Peter White „She's In Love”
- 2008: Soundstage: America Live in Chicago „Lonely People”, „A Horse with No Name”
- 2013: Train Keeps A Rolling Jeff Golub, „How Long”
- 2013: Imagination Of You Eric Johnson, „Imagination Of You”

## Premii
- Premiul Oscar pentru cea mai bună melodie originală, 1981, „Arthur's Theme (Best That You Can Do)”
- Premiul Globul de Aur pentru cea mai bună melodie originală, 1981, „Arthur's Theme (Best That You Can Do)”
- Grammy, 1981 – Înregistrarea anului – „Sailing”
- Grammy, 1981 – Melodia anului – „Sailing”
- Grammy, 1981 – Albumul anului – Christopher Cross
- Grammy, 1981 – Cel mai bun artist nou – Christopher Cross
- Grammy, 1981 – Cel mai bun aranjament instrumental – „Sailing”

### Single-uri
| An                                                      | Single                                                    | Poziții de vârf | Poziții de vârf | Poziții de vârf | Poziții de vârf | Poziții de vârf | Poziții de vârf | Poziții de vârf | Poziții de vârf | Poziții de vârf | Poziții de vârf | Certificări | Album                                     |
| An                                                      | Single                                                    | CAN             | GER             | IRL             | NED             | NOR             | NZ              | SWI             | UK              | U.S.            | U.S. AC         | Certificări | Album                                     |
| ------------------------------------------------------- | --------------------------------------------------------- | --------------- | --------------- | --------------- | --------------- | --------------- | --------------- | --------------- | --------------- | --------------- | --------------- | ----------- | ----------------------------------------- |
| 1980                                                    | "Ride Like the Wind"                                      | 3               | —               | —               | —               | —               | 31              | —               | 69              | 2               | 24              |             | Christopher Cross                         |
| 1980                                                    | „Sailing”                                                 | 1               | —               | 21              | 18              | —               | 8               | —               | 48              | 1               | 10              |             | Christopher Cross                         |
| 1980                                                    | „Never Be the Same”                                       | —               | —               | 25              | —               | —               | 41              | —               | —               | 15              | 1               |             | Christopher Cross                         |
| 1980                                                    | „Say You'll Be Mine”                                      | 33              | —               | —               | —               | —               | —               | —               | —               | 20              | 15              |             | Christopher Cross                         |
| 1980                                                    | „Mary Ann” (numai Japonia)                                | —               | —               | —               | —               | —               | —               | —               | —               | —               | —               |             | Numai single                              |
| 1981                                                    | „Arthur's Theme (Best That You Can Do)”                   | 2               | —               | 7               | —               | 1               | 10              | 6               | 7               | 1               | 1               | - RIAA: Aur | Arthur (coloană sonoră)                   |
| 1983                                                    | „All Right”                                               | 13              | 23              | 14              | 16              | 5               | 44              | 5               | 51              | 12              | 3               |             | Another Page                              |
| 1983                                                    | „No Time for Talk”                                        | —               | —               | —               | —               | —               | —               | —               | —               | 33              | 10              |             | Another Page                              |
| 1983                                                    | „Think of Laura”                                          | 9               | —               | —               | —               | —               | —               | —               | —               | 9               | 1               |             | Another Page                              |
| 1984                                                    | „A Chance for Heaven” (tema pentru proba de înot JO 1984) | —               | —               | —               | —               | —               | —               | —               | —               | 76              | 16              |             | Official Music of the XXIIIrd Olympiad    |
| 1985                                                    | „Charm the Snake”                                         | —               | —               | —               | —               | —               | —               | —               | —               | 68              | —               |             | Every Turn of the World                   |
| 1985                                                    | „Every Turn of the World”                                 | —               | —               | —               | —               | —               | —               | —               | —               | —               | —               |             | Every Turn of the World                   |
| 1986                                                    | "Love Is Love (In Any Language)"                          | —               | —               | —               | —               | —               | —               | —               | —               | —               | —               |             | Every Turn of the World                   |
| 1986                                                    | "Loving Strangers"                                        | 94              | —               | —               | —               | —               | —               | —               | —               | —               | 27              |             | Nothing In Common (coloana sonoră)        |
| 1988                                                    | „Swept Away”                                              | —               | —               | —               | —               | —               | —               | —               | —               | —               | —               |             | Back of My Mind                           |
| 1988                                                    | "I Will (Take You Forever)" (cu Frances Ruffelle)         | —               | —               | —               | —               | —               | —               | —               | —               | —               | 41              |             | Back of My Mind                           |
| 1992                                                    | „In the Blink of an Eye” (numai Germania)                 | —               | 51              | —               | —               | —               | —               | —               | —               | —               | —               |             | Rendezvous (numai în Germania și Japonia) |
| 1992                                                    | „Nothing Will Change” (numai în Germania)                 | —               | —               | —               | —               | —               | —               | —               | —               | —               | —               |             | Rendezvous (numai în Germania și Japonia) |
| 1992                                                    | „Is There Something” (numai în Germania)                  | —               | —               | —               | —               | —               | —               | —               | —               | —               | —               |             | Rendezvous (numai în Germania și Japonia) |
| 1994                                                    | „Been There, Done That” (numai în Germania)               | —               | 55              | —               | —               | —               | —               | —               | —               | —               | —               |             | Window (numai Germania și Japonia)        |
| 1994                                                    | „Wild, Wild West” (numai în Germania)                     | —               | —               | —               | —               | —               | —               | —               | —               | —               | —               |             | Window (numai Germania și Japonia)        |
| „—” denotă faptul că albumul nu a intrat în clasamente. |                                                           |                 |                 |                 |                 |                 |                 |                 |                 |                 |                 |             |                                           |

## Legături externe
- Site-ul oficial al lui Cristopher Cross
- Christopher Cross la Internet Movie Database
- Christopher Cross la AllMusic